# 공리주의
공리주의(功利主義, 영어: Utilitarianism)는 19세기 이래 영국을 중심으로 발달한 윤리적 사상이다. 인간 행위의 윤리적 기초를 개인의 이익과 쾌락의 추구에 두고, 무엇이 이익인가를 결정하는 것은 개인의 행복이라고 하며, '도덕은 최대 다수의 최대 행복을 목적으로 한다.'고 주장한다. 이를 최대행복의 원리(Greatest Happiness Principle)라고 부른다.
이 사상은 근대 시민사회의 윤리적 기준이 되었을 뿐만 아니라 영국 고전경제학의 사상적 기초와 자본주의 질서 구축의 토대가 되었다. 벤담(1748년 - 1832년), 존 스튜어트 밀(1806년 - 1873년) 등이 대표적 공리주의자들이다.
참고로, 공리주의에서의 '공리'는 공공의 이익이 아닌 유용성(utility)을 의미한다.

## 역사
공리주의의 체계화는 18세기 말 영국의 벤담에 의해서 이루어졌다. 그는 공리(功利)의 크고 작음을 입법 및 도덕의 유일한 기준으로 생각했다. 즉 쾌락은 선(善)이고 고통은 악(惡)이라고 보았다고 한다. 그리하여 쾌락을 증대하고 고통을 감소시키는 행위는 옳고, 그 반대의 행위는 옳지 않다는 것이다. 벤담은 각자가 자기 공리의 최대를 구할 때 그 총계로서 사회 전체의 공리도 최대로 된다고 생각하였다. 산업혁명 이후 자본주의의 모순에 직면해서 존 스튜어트 밀(J. S. Mill)은 벤담의 이론의 후반 부분을 ‘최대 다수의 최대행복’이라는 말로 대체했다. 그러나 공리의 원리에 있어서도 도덕의 기준은 변함이 없었다.

## 비판
삶에 있어 옳고 그름 즉, 선악의 문제를 근본적으로 명쾌하게 풀 수 있는 하나의 기준이나 원리가 있는가를 두고, 수많은 철학자들은 줄곧 골머리를 앓아 왔고 지금도 계속해서 뜨겁게 논쟁 중이다. 공리주의는 최고원리에 대해 하나의 기준을 제창했다. 공리주의는 행복과 '쾌락'만을 윤리의 원리로 삼는다. 그러나 공리주의 비판자들은 철학적으로 깊이 분석해볼 때 그 한계가 금세 드러난다고 주장한다. 행복이 무엇이냐는 것부터가 철학적으로 아직 정답이 없는 오랜 난제다. 물론 공리주의는 그것이 쾌락이라고 단언하지만 쾌락을 정의하는 것도 간단치 않다. 쾌락은 주관적이기 때문이다. 공리주의는 고통이 없는 상태를 쾌락이라고 정의하지만, 그렇게 정의함으로써 오히려 미궁으로 더욱 빠져든다. 고통이 없는 진정한 쾌락이란 없을 뿐 더러 고통을 통과할 때라야 오히려 쾌락이 배가될 수 있다. 따라서 공리주의 비판자들은 쾌락을 유일한 도덕의 기초로 삼은 것은 섣부른 판단이라고 주장한다. 그들은 공리주의자들이 이에 대해 납득할만한 아무런 설명을 하지 않고 있으니 스스로 경험, 과학주의적 도덕을 배반하고 보편 윤리에 반하는 모순을 빚고 있다고 주장한다. 공리주의의 '쾌락'이 수반적으로 윤리의 한 척도는 될 수 있을지라도 결코 선악을 판단하는 하나의 최고 원리나 잣대는 될 수 없다는 것이다.
밀의 공리주의는 초기의 벤담과는 상당히 다른 모습을 보여주며, 양적 쾌락에서 질적으로의 쾌락을 주장한 것이 돋보인다. 그러나 쾌락을 정신적 쾌락으로 대체했다는 점을 제외하면 특별히 새로운 것이 없으며, 정신적 쾌락이 비정신적, 양적 쾌락보다 우월한 가치를 띤다는 논리도 철학적으로는 입증하기 어렵다물질적 쾌락이 어느 정도 충족되지 않는 상황에서는 어떤 정신적 가치도 무용지물이 될 수 있고, 현실적으로 정신적 가치에 만족하며 살 수 있는 사람도 극히 제한적일 수밖에 없기 때문이다. 개인을 교양하고 계몽한다고 해서 될 것이 아니고, 사회적 존재로서 인간의 속성상 구조적 변화와 변혁이 반드시 필요한 법인데 밀은 이에 대해 언급하지 않았다.
벌린에 의하면 "공리주의는 쾌락, 사익추구라는 시각과 전체의 복리증진이라는 상반된 관점 사이에서 딜레마에 빠진 채 문제해결에 실패했다. 경험주의를 자처하고도 윤리의 당위만 설파할 뿐 과학적 논증을 하지 않음으로써 모순의 늪을 헤맸다."는 것이다. 결국, 공리주의는 윤리, 선악 판단의 근거와 기준을 제시하는 데 성공하지 못했다. 다만 공리주의는 철학이 도전해야 할 윤리의 최고원리를 두고 깊이 고민했고 철학이 조롱당하는 현실에서 그 빛을 완전히 잃지 않을 것이다.

### 최대 다수의 최대 행복
이 표어는 벤담의 공리주의를 상징적으로 잘 보여준다. 하지만, 이 표어의 의미를 확실하게 밝혀주는 일치된 학설이 존재하지 않는다. 일반적으로 이 표어는 모든 사람의 행복을 보장한다고 해석된다. 하지만 벤담은 쾌락을 수량화할 수 있고 측정가능한 것으로 보는 철저한 양적 공리주의자다. 양적 공리주의자는 쾌락을 수량화하려 하지만, 사람마다 쾌락이 다르기 때문에 개별적인 쾌락이 수량화 될 수가 없다. 이와 같은 모순은 이 표어의 의미를 모호하게 만들었다.
벤담의 관심은 행복과 쾌락의 총량이지 이의 합리적 분배나 평등이 아니었다. 벤담은 모든 사람의 행복의 보장, 즉 평등을 추구하는 사회주의가 아니라 그 반대 위치에 있는 자유방임적 보수주의자였다. 따라서, 이 명제는 말 그대로 최대 대중이 아니라 최대 수량을 중시한 총량의 성장주의를 뜻한다고 보는 것이 타당하다.
벤담의 최대다수가 지칭하는 대상 역시 모호하다. 일반적으로 최대다수는 시민을 지칭하지만, 시민이라는 단어는 대중을 뜻하지 않는다. 고대에서의 시민은 대다수 노예를 뺀 소수의 자유민을 뜻했고 근대의 시민도 소수의 부르주아를 뜻했다. 이 표어에서의 대다수 역시 대중이 아니고 귀족에 비해서만 다수인, 사실상의 소수 부르주아를 뜻한다고 해석된다. 벤담 시대의 대다수 노동자 농민은 주권도 없었는데, 이런 처지 역시 이런 해석을 뒷받침한다.
현재 정설로 받아들여지는 의견 중에서는, 이 명언을 벤담이 직접 창안하지 않았다는 의견도 있다. 벤담은 스스로 이탈리아 법철학자인 베카리아로부터 차용했다고 밝혔고 똑같은 내용의 문구가 다른 여러 문헌에서도 발견되었다.
존 스튜어트 밀이 제시한 또 다른 명제 역시 다른 방법으로 해석된다.
배부른 돼지가 되기보다 배고픈 인간이 되는 편이 낫고, 만족해하는 바보가 되기보다 불만족스러운 소크라테스가 되는 것이 낫다.

이는 흔히 정신적 쾌락을 예찬한 것으로 해석된다. 하지만 공리주의는 물질적 성장을 최우선으로 삼으며, 물질적 쾌락을 배제하지 않는다. 또한, 앞의 구절은 이 설명을 더 명확히 해 준다.
짐승이 누리는 쾌락을 마음껏 누리게 해준다고 해서 짐승이 되겠다는 사람은 없을 것이다. 설령 바보가 다른 사람보다 자신의 팔자에 더 만족을 느낀다고 아무리 그럴듯한 설득을 하더라도 지성을 갖춘 사람이 바보가 되고 교양있는 사람이 저급한 자가 되려고 하지는 않을 것이다

밀은 정신적 가치와 쾌락을 우선하고 중시한 것이 아니라 물질적 쾌락에 매몰되어 타락하고 위기로 치닫는 자본주의 사회에 대안으로서 정신적 쾌락의 가능성을 역설한 것이지, 자본주의의 물질적 욕망을 부정하지는 않았다. 이는 밀이 보수주의의 추앙과 진보주의의 비판을 받도록 만들었다.

### 공리주의와 자본주의
공리주의는 가지 각색의 대상이 인간에게 주는 기쁨을 동일한 기준으로 환원할 수 있다고 하는 전제에 입각하고 있다. 예컨대 시와 빵은 본래적으로 이질적인 기쁨을 준다. 어느 쪽이 공리가 큰가는 기준에 따라 다르다. 그러나 공리주의는 그것을 잴 수 있다고 생각하는 것이며 나아가서 모든 인간이 같은 기준에 따라서 생각하는 것이다. 이것은 상품 경제를 그대로 윤리화한 것이다. 자본주의 사회에서는 시나 빵도 일정한 가격으로 팔린다. 사람들은 그 가격에 의해서 그것이 인간에 대하여 갖는 가치를 측정하는 것이다. 이렇게 보아서 공리주의란 실은 가격을 쾌락과 고통이라고 하는 인간적인 기준으로 대체한 것에 불과한 것이다. 그러나 쾌락과 고통이 문제로 되는 한에 있어서는 공리를 감득(感得)하는 주체는 더욱 명확해진다. 공산주의 이론가인 카를 마르크스는 최대 다수의 최대 행복이라는 공리주의적 인간관 관점을 지지했지만, 공리주의가 내포한 자본주의 원칙에 대해선 비판했다. 그는 자본주의 시장 사회에서 자유롭게 이루어지는 거래에서 '쾌락'을 찾는 것은 어리석다고 판단했다. 거래의 속성을 전제로 하고 거래에 대해서 연역적으로 추론해볼 때, 거래에 참가한 사람은 서로 상대적인 쾌락을 느꼈지만, 그것은 한정된 쾌락이고, 절대적이고 무한한 쾌락은 결국 노동으로 인해 파급된 상품의 양, 그리고 그것을 사용할 수 있는 능력에 따라 주어진다. 그러나 자본주의 사회에선 다수의 노동자가 자신이 노동한 만큼 상품의 양(또는 재화)을 분배받지 못하며, 잉여가치를 뽑아내는 용도로 착취당한다. 이러한 상태가 계속되면 쾌락은 하나의 개인에게 쏠리게 되어있다. 사회 전체로 볼 때, 이러한 잉여가치 착취 행위가 생산물의 양을 더 많이 뽑아낼 수 있는 '무기'와 같다고 추론한다면 생산물들을 단순히 더 많이 파급시키는 자본주의가 공리주의적 인간관 실현에 맞는 체제라고 주장할 수 있지만, '생산품의 총량' 그 자체는 인류의 쾌락 증진에 도움을 주지 못한다. 이것이 분배되어서 사용을 할 때라야 비로소 쾌락이 증진되는 것이다. 자본주의 사회에서 고질적으로 나타나는 잉여가치 독식에 대해 이해를 하지 않고 오직 자본주의적 경제 구조를 '쾌락 증진을 극대화할 수 있는 체제'라고 믿는 것은 이러한 점에서 치명적인 오류를 갖는 것이다. 카를 마르크스는 '공리주의'는 최대 다수의 행복을 주장하면서, 자본주의 법칙을 절대화하는 결함을 갖고 있다고 판단했다.

## 같이 보기
- 게오르크 빌헬름 프리드리히 헤겔

## 참고 문헌
- 밀 『 공리주의』 / 김영정, 정원규 pdf
- 이 문서에는 다음커뮤니케이션(현 카카오)에서 GFDL 또는 CC-SA 라이선스로 배포한 글로벌 세계대백과사전의 내용을 기초로 작성된 글이 포함되어 있습니다.